# Arqueología

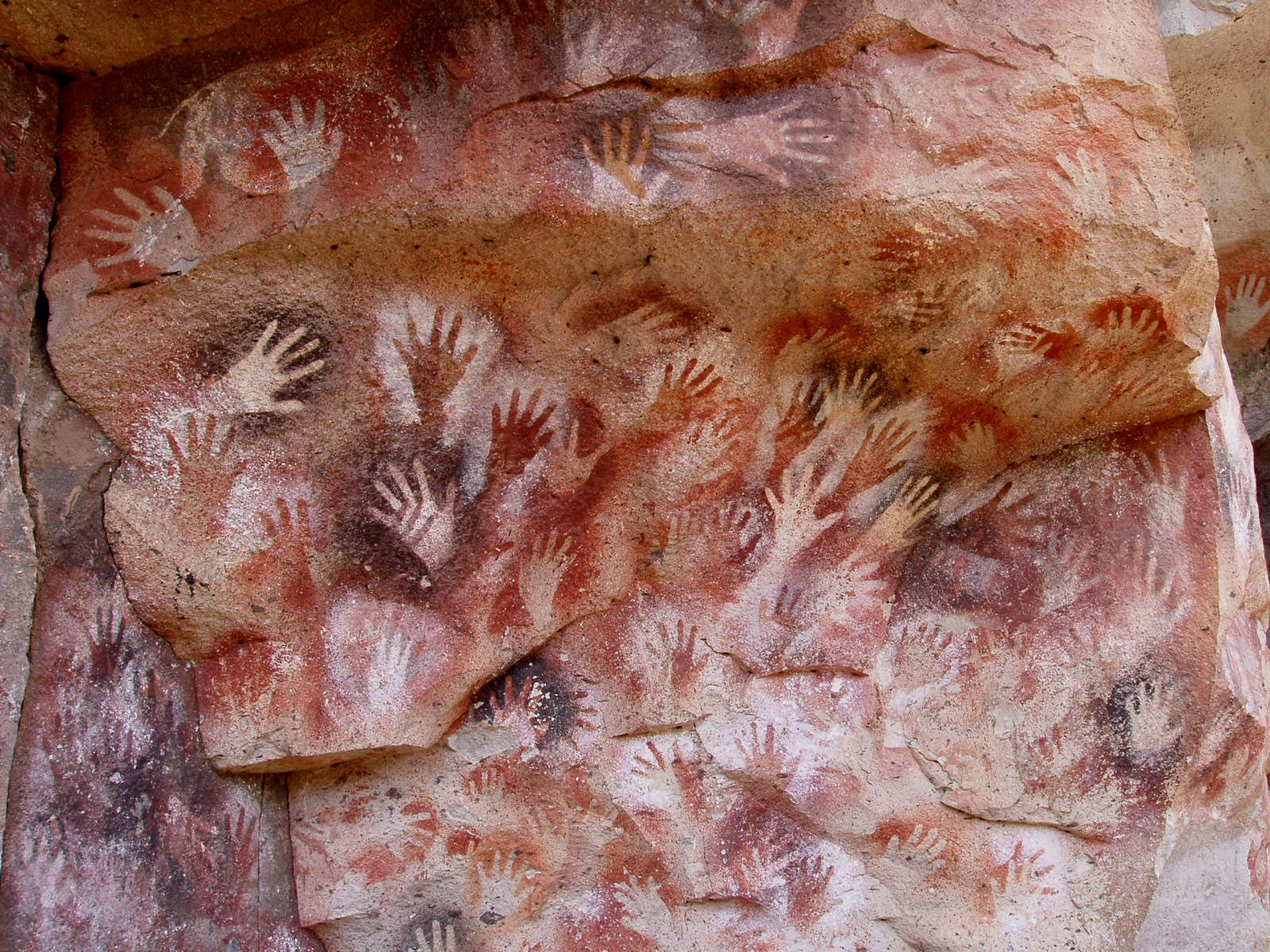
Pinturas rupestres de la Cueva de las Manos, Santa Cruz, Argentina, fechadas en el 7350 a. C., se encuentran entre las expresiones artísticas más antiguas de América.

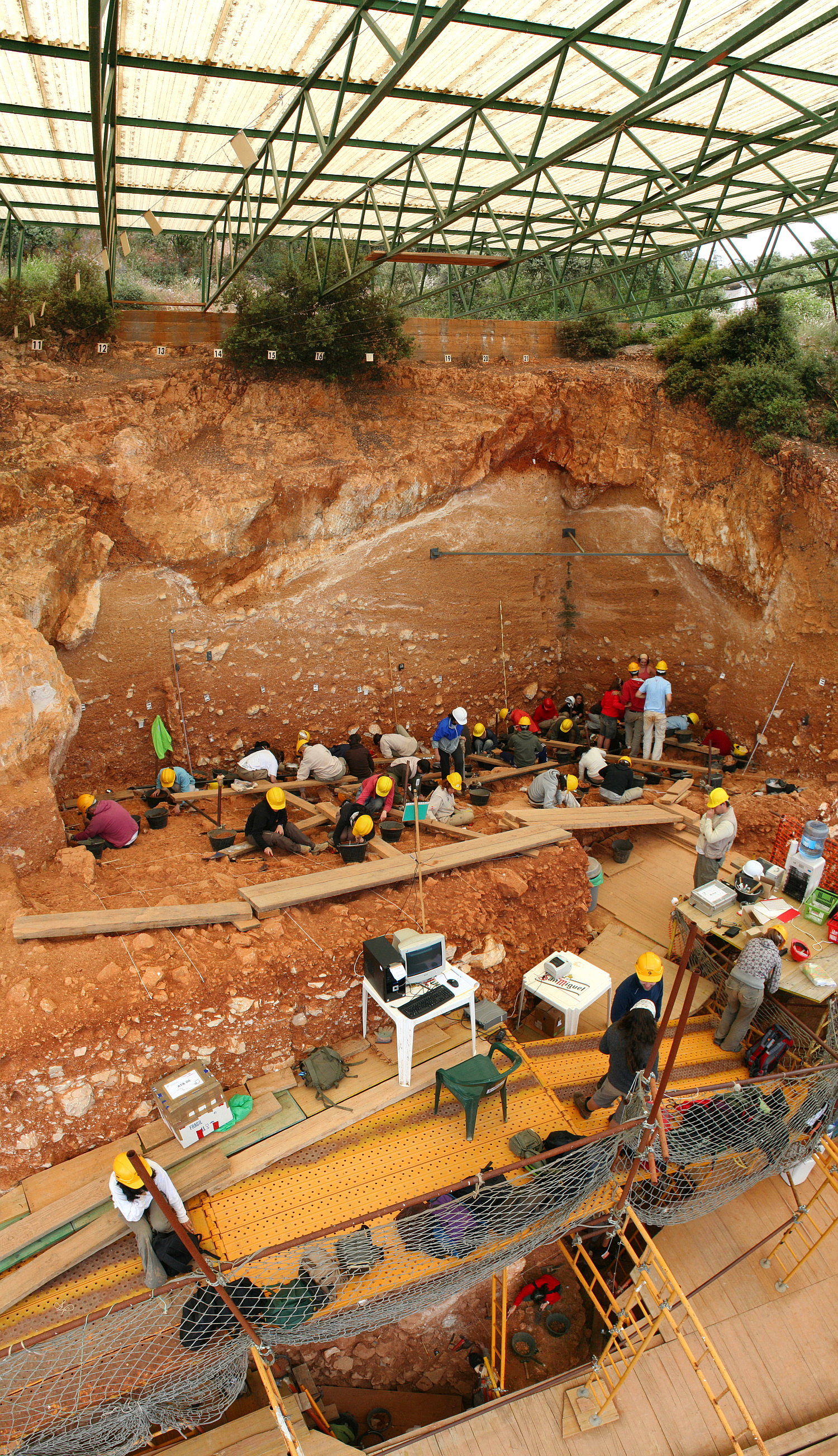
Excavación en el yacimiento de Gran Dolina, en Atapuerca, provincia de Burgos, España.

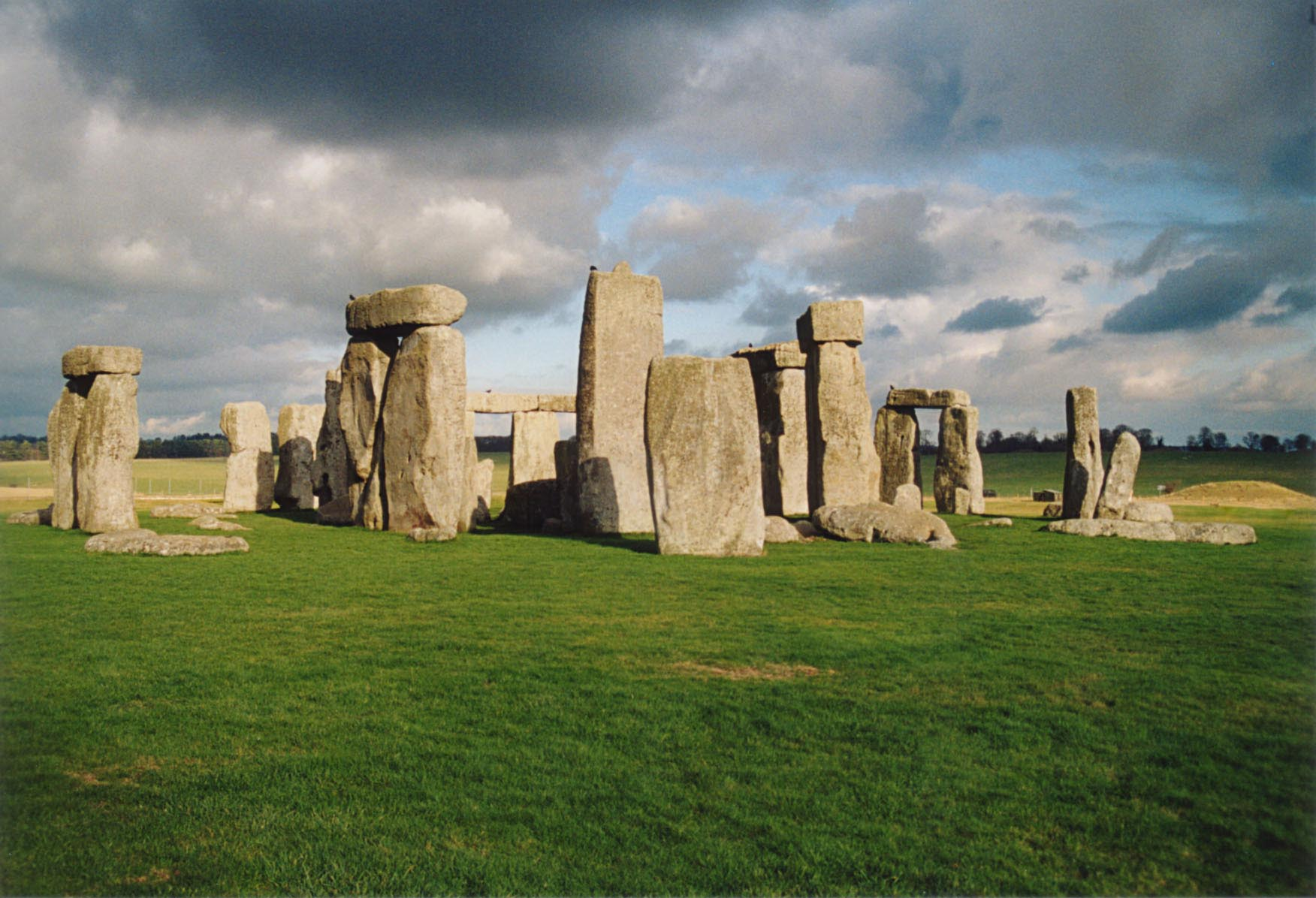
Stonehenge, monumento megalítico de finales del neolítico, en el condado de Wiltshire, Inglaterra.

La arqueología (del griego «ἀρχαίος» archaios, viejo o antiguo, y «λόγος» logos, ciencia o estudio) es la ciencia que estudia los cambios que se producen en las sociedades, desde las primeras agrupaciones de humanos hasta las actuales, a través de restos materiales dispersos en la geografía y conservados a través del tiempo. La arqueología puede considerarse tanto una ciencia social como una rama de las humanidades.

## Introducción
En Estados Unidos, la arqueología es considerada un subcampo de la antropología, mientras que en Europa la arqueología a menudo se considera una disciplina en sí misma o un subcampo de otras disciplinas.
Los arqueólogos estudian la prehistoria y la historia humana, desde el desarrollo de las primeras herramientas de piedra en Lomekwi en el África Oriental (Kenia) hace 3,3 millones de años hasta la actualidad. 
La arqueología es una mezcla de descubrimientos de restos materiales, su intervención con metodología rigurosa, paciente trabajo de analistas científicos, y la etapa de interpretación, que permite entender el significado de los elementos descubiertos o explorados en la historia de la humanidad. En consecuencia, la arqueología es tanto una actividad física de campo como una búsqueda y exploración intelectual en el laboratorio.
La mayoría de los primeros arqueólogos, que aplicaron la nueva disciplina a los estudios de los anticuarios, definieron la arqueología como el «estudio sistemático de restos materiales de la vida humana ya desaparecida». Otros arqueólogos enfatizaron aspectos psicológico-conductistas, y definieron la arqueología como «la reconstrucción de la vida de los pueblos antiguos».[cita requerida]
La disciplina implica topografía, excavación y, finalmente, el análisis post-excavación de los datos recopilados para aprender más sobre el pasado. En un amplio alcance, la arqueología se basa en la investigación interdisciplinaria. Se basa en Antropología, Historia, Historia del Arte, Estudios Clásicos, Etnología, Geografía, Geología, Historia de la literatura, Lingüística, Semiología, Crítica Textual, Física, Ciencia de la información, Química, Estadística, Paleoecología, Paleografía, Paleontología, Paleozoología y Paleobotánica.
En Estados Unidos e Inglaterra, la arqueología ha sido siempre considerada como una disciplina perteneciente a la antropología. En efecto, mientras que la antropología se centra en el estudio de las culturas humanas, la arqueología se dedica al estudio de las manifestaciones materiales de dichas culturas. De este modo, en tanto que las antiguas generaciones de arqueólogos estudiaban un antiguo instrumento de cerámica como un elemento cronológico que ayudaría a ponerle una fecha a la cultura que era objeto de estudio, o simplemente como un objeto con un cierto valor estético, los antropólogos verían el mismo objeto como un instrumento que les serviría para comprender el pensamiento, los valores y la cultura de quien lo fabricó. Sin embargo, en la mayoría de los países, la arqueología ha estado más unida al estudio de la historia; en un principio como ciencia auxiliar de la historia del arte, y luego de la historiografía en general.
Con el paso del tiempo se ha dejado de lado la tradicional visión de la arqueología como una de las ciencias auxiliares de la historia. En la actualidad, la arqueología es considerada una ciencia histórica autónoma; es decir sería una de las distintas disciplinas históricas.
La arqueología es una de las principales ciencias del karst objeto de la espeleología, ocupándose de los yacimientos en cavidades subterráneas.
Su principal objetivo es el estudio de los cambios en la organización social, así como la diversidad del comportamiento humano (económico, político, ideológico) en el pasado. Esto normalmente se logra a través del estudio de restos materiales en contextos espaciales y temporales definidos. Es por este motivo que la arqueología tiene, en primer lugar, un particular interés en la definición clara de secuencias temporales (divisiones diacrónicas), que se concretan en periodos; aunque hay arqueólogos que tienden a especializarse en un periodo, también prestan atención a sucesos previos y posteriores a ese periodo; a este patrón constituye una excepción la arqueología urbana, donde no resulta posible establecer divisiones temporales o diacrónicas. En segundo lugar, la arqueología centra su atención en marcos espaciales concretos (divisiones sincrónicas) tales como «regiones» o unidades políticas, «sub-regiones» o comunidades, y «áreas locales-yacimientos» o unidades domésticas y sus restos asociados (lugares de actividad, tumbas, entre otros). A diferencia de la Historia, secuencias temporales profundas y diversidad de espacios la proveen de variadas y complementarias escalas de análisis, rasgos únicos que le permiten reconstruir y dar explicaciones acerca de los cambios sociales y la diversidad de la organización social humana.
La Arqueología ha cruzado un largo camino que inicia desde la búsqueda de ciudades antiguas o perdidas, identificación de grupos humanos con características particulares, hasta encontrar y coleccionar objetos desconocidos, permitiendo así la realización proyectos de investigación comprometidos con el entorno social y político de un país, debido a que por legislación el patrimonio arqueológico es considerado como una herencia del mismo, que se debe preservar y estudiar, generando modelos imaginarios que identifican diversos aspectos del pasado que serán proyectados en el futuro.
La investigación arqueológica ha estado relacionada fundamentalmente a la Prehistoria y a la Antigüedad; sin embargo, durante las últimas décadas la metodología arqueológica se ha aplicado a etapas más recientes, como la Edad Media (arqueología medieval), la Edad Moderna (arqueología postmedieval) o el periodo industrial. En la actualidad, los arqueólogos dedican ocasionalmente su atención a materiales actuales, investigan residuos urbanos, con lo que está naciendo la denominada arqueología industrial.
La arqueología se desarrolló a partir del Anticuario en Europa durante el siglo XIX, y desde entonces se ha convertido en una disciplina que se práctica en todo el mundo. Desde su desarrollo temprano, varias subdisciplinas específicas de la arqueología se han desarrollado, incluida la arqueología marítima, la arqueología feminista y la arqueoastronomía, y se han desarrollado numerosas técnicas científicas diferentes para ayudar a la investigación arqueológica. Sin embargo, hoy en día, los arqueólogos se enfrentan a muchos problemas, como el manejo de la pseudoarqueología, el saqueo de artefactos, la falta de interés público y la oposición a la excavación de restos humanos.

## Historia
La arqueología surgió del antiguo estudio multidisciplinario conocido como anticuario. Los anticuarios estudiaron la historia con especial atención a los artefactos y manuscritos antiguos, así como a los sitios históricos.
La arqueología establece que el estudio del hombre y la sociedad no es un hecho científico.
Desde los años cincuenta, la arqueología en Norteamérica y en Europa occidental ha pasado desde una ortodoxia histórico-cultural hacia innovaciones teóricas. Las innovaciones teóricas produjeron el surgimiento de desacuerdos sobre los objetivos de la disciplina de la arqueología y cómo se debe acceder a ellos. Con el paso del tiempo los arqueólogos han abandonado su positivismo y han dudado sobre la objetividad de sus investigaciones, considerando los factores sociales y las soluciones convincentes como problemas. Algunos extremistas niegan que las interpretaciones ofrecidas por los arqueólogos sean un reflejo de los valores transitorios de las sociedades donde viven.
La perspectiva histórica de las relaciones entre la arqueología y el contexto social aborda un modo comparativo donde surgen problemas como la subjetividad, la objetividad y la acumulación de conocimiento. En los últimos años los arqueólogos están de acuerdo con que «ningún problema histórico debería ser tratado sin estudiar antes... la historia del pensamiento histórico sobre él», cita dicha por el filósofo R. G. Collingwood. La investigación histórica sobre la interpretación arqueológica se ha multiplicado y adoptado a metodologías más sofisticadas. Michael Schiffer afirma que hay que exponer y articular las teorías actuales, y las licenciaturas deberían dejar de ser 
«historias del pensamiento». Tanto la veracidad como la falsedad de las formulaciones teóricas son independientes de las influencias sociales y de la historia, y están determinadas por la aplicación de procedimientos de evaluación. Siguiendo esta idea, tanto la historia de la arqueología como la filosofía están desconectadas, y el análisis histórico es el elemento que observa estas posiciones.
Se puede distinguir entre un diálogo interno, donde los arqueólogos desarrollan métodos para inferir en el comportamiento humano a través de los datos arqueológicos, y un diálogo externo, donde se utilizan los hallazgos para hacer alusión a los problemas sobre dicho comportamiento y la historia humana. El diálogo interno trata los rasgos de la arqueología como disciplina, y el diálogo externo contribuye a la participación de la arqueología en las ciencias sociales.
La reacción del público ante los hallazgos arqueológicos señala la necesidad de contemplar la historia de la arqueología a través de un amplio contexto social. La imagen más popular que muestra la misma es la de una disciplina esotérica sin ninguna relevancia en la actualidad. En ocasiones los arqueólogos son descritos como «seniles casanovas de la ciencia que se mueven entre los montones de basura de la antigüedad», aunque en los últimos doscientos años se ha despertado el interés por esta rama, sobresaliendo autores como Austen Layard en Nimrud o Heinrich Schliemann en Troya, y descubrimientos como la tumba de Tutankamon, el Palacio de Minos, el ejército de terracotas del emperador chino Qin Shihuangdi y los fósiles de homínidos en el África Oriental de hace millones de años. Durante la segunda mitad del siglo XIX la arqueología recibió apoyo, debatiéndose entre el evolucionismo y el libro del Génesis.
Las interpretaciones históricas son subjetivas, y debido a la abundancia de estas, en muchas ocasiones se manipula. Si la interpretación histórica es una forma de creación de mitos, estos ayudan a guiar a la acción pública y constituyen un sustituto para el instinto. Según este punto de vista, los mitos están sujetos a la selección natural y pueden aproximarse a la realidad, sin embargo, dicha realidad es endeble acerca de la objetividad de las interpretaciones históricas.
El enfoque histórico de la historia de la arqueología examina entre la interpretación arqueológica y el medio social-cultural. La perspectiva temporal proporciona distinciones entre la arqueología y la sociedad y permite identificar factores mediante la observación.

### Aproximaciones a la historia de la arqueología
Con el estudio de la historia de la arqueología se produjeron numerosos desacuerdos sobre la naturaleza y el significado de la misma. G. R. Willey y J. A. Sabloff distinguieron cuatro periodos sucesivos en su History of American Archaeology (1974, 1980): especulativo, clasificatorio-descriptivo, clasificatorio-histórico y explicativo. Esto implica que en el hemisferio occidental, la arqueología se centra en la descripción y la clasificación. Clasificando los datos en relevantes o irrelevantes, como ocurre también en el periodo clasificatorio-descriptivo, implica la existencia de un marco teórico. También puede sostenerse que el hecho más simple no puede constituirse independientemente de un contexto teórico. En el pasado, estos marcos teóricos no lo formulaban los arqueólogos, y actualmente es la arqueología norteamericana la que elabora propuestas teóricas.
En el pasado los arqueólogos emplearon teorías, pero ha sido en la actualidad cuando esas teorías han adquirido un paradigma de investigación. La comunidad científica mantiene esta tradición, y se encarga de divulgarlo en libros de texto y revistas científicas. A partir de entonces la arqueología se definió como una «indisciplinada disciplina empírica» y sugirió que su desarrollo teórico se considere en un estado preparadigmático. Las propuestas que son reconocidas internacionalmente son las únicas que se pueden calificar como paradigma. Los estudios de las primeras fases del desarrollo arqueológico revelan formulaciones más globales y consistentes, para lo que se necesita un estudio que respete el pasado y juzgue el trabajo según el periodo.
Algunos arqueólogos mezclan la idea de Kuhn con una visión evolucionista. Mantienen que las fases sucesivas del desarrollo de la teoría arqueológica poseen una consistencia interna suficiente como para ser calificadas de paradigmas, y que la sustitución de un paradigma por otro constituye una revolución científica. A raíz de esta visión, innovadores como Christian Thomsen, Oscar Montelius, Gordon Childe y Lewis Binford encontraron errores y formaron nuevos paradigmas que cambiaron la dirección de la investigación arqueológica y determinaron qué tipo de problemas eran importantes o no.

## Estudio arqueológico

### Prospección
La prospección arqueológica es todo el conjunto de trabajos o procedimientos de laboratorio o de campo, dirigidos a la búsqueda de yacimientos arqueológicos o a saber la importancia de acontecimientos pasados. El hallazgo algunas veces es casual, pero también se pueden encontrar al buscar de forma metódica, esto se consigue mediante planes de prospección. Existen casos donde no hay duda de que nos encontramos ante un yacimiento arqueológico, existen otros en los que la información de una prospección de superficie no es suficiente ya que el yacimiento ha podido ser erosionado, desplazado de su posición original o se encuentra bajo el sedimento. Para determinar si el yacimiento se encuentra enterrado hay que realizar una prospección del subsuelo.
Con la prospección de superficie se pretende registrar parte o la totalidad de los yacimientos del área geográfica y de los cuales existen restos visibles. La prospección del subsuelo no se aplica a un área geográfica amplia sino que se aplica a un yacimiento concreto, ya conocido, para evaluarlo y determinar qué partes del yacimiento pueden ser más rentables para excavar.
Lo primero que se ha de hacer es delimitar el terreno a estudiar. Los límites pueden ser arbitrarios (administrativos) o geográficos (búsqueda de regiones con ciertas similitudes). Se puede optar por dos sistemas: la cobertura total (recorrer todo el territorio a estudiar observándolo todo con la misma intensidad, mayor frecuencia a menor territorio) o el muestreo (selección de áreas significativas). Un elemento fundamental es la intensidad de la prospección que responde al detalle con el que se va a observar el terreno a prospectar. Los prospectores realizan, colocados en línea, un barrido en diferentes direcciones para observar lo que hay en el suelo. Cuanto más juntos vayan, mayor será la intensidad. La prospección se basa en la visibilidad de los yacimientos y habrá que distinguir si no vemos los restos porque no los haya o porque no lo vemos.
La prospección arqueológica ha estado considerada dentro de una categoría menor dentro de la práctica arqueológica y durante mucho tiempo no tuvo un marco teórico propio; desde finales del siglo XX ha experimentado un gran crecimiento y autonomía debido a que el incremento de los costes de las excavaciones les ha obligado a valorar mejor el yacimiento antes de excavarlo.[cita requerida] La prospección se ha considerado el paso previo para la excavación, pero es una actividad arqueológica por sí misma.

### Excavación

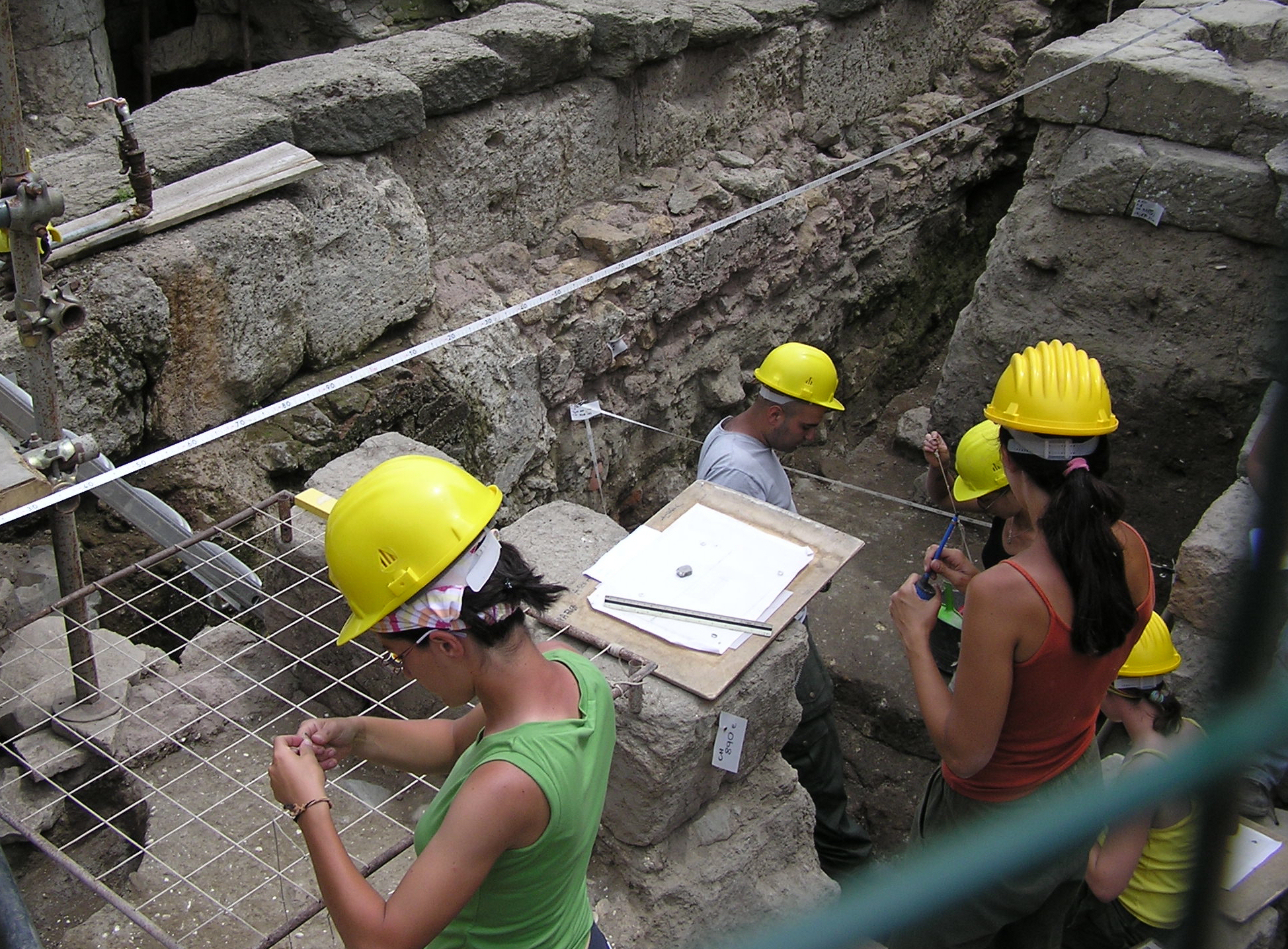
Trabajos de excavación en el foro romano.

Dentro de las excavaciones arqueológicas podemos observar diversos tipos: las de urgencia, las de investigación y las de patrimonio.
Las excavaciones de urgencia están condicionadas por la transformación del espacio. Esta transformación va ligada a la construcción de infraestructuras o edificios. Esto exige documentar los restos ya que el sitio va a ser destruido por la construcción. Este tipo las pagan las constructoras públicas o privadas que van a modificar el espacio y se realiza un Estudio de Impacto Arqueológico.
Las excavaciones de investigación se realizan para descubrir nuevos datos que nos ayudan a cubrir lagunas de información concretas que hay en la Historia.
Las de patrimonio cultural se centran en el desarrollo estratégico de actividades culturales (turismo) y el aporte de interés a ciertos puntos de atracción del territorio.

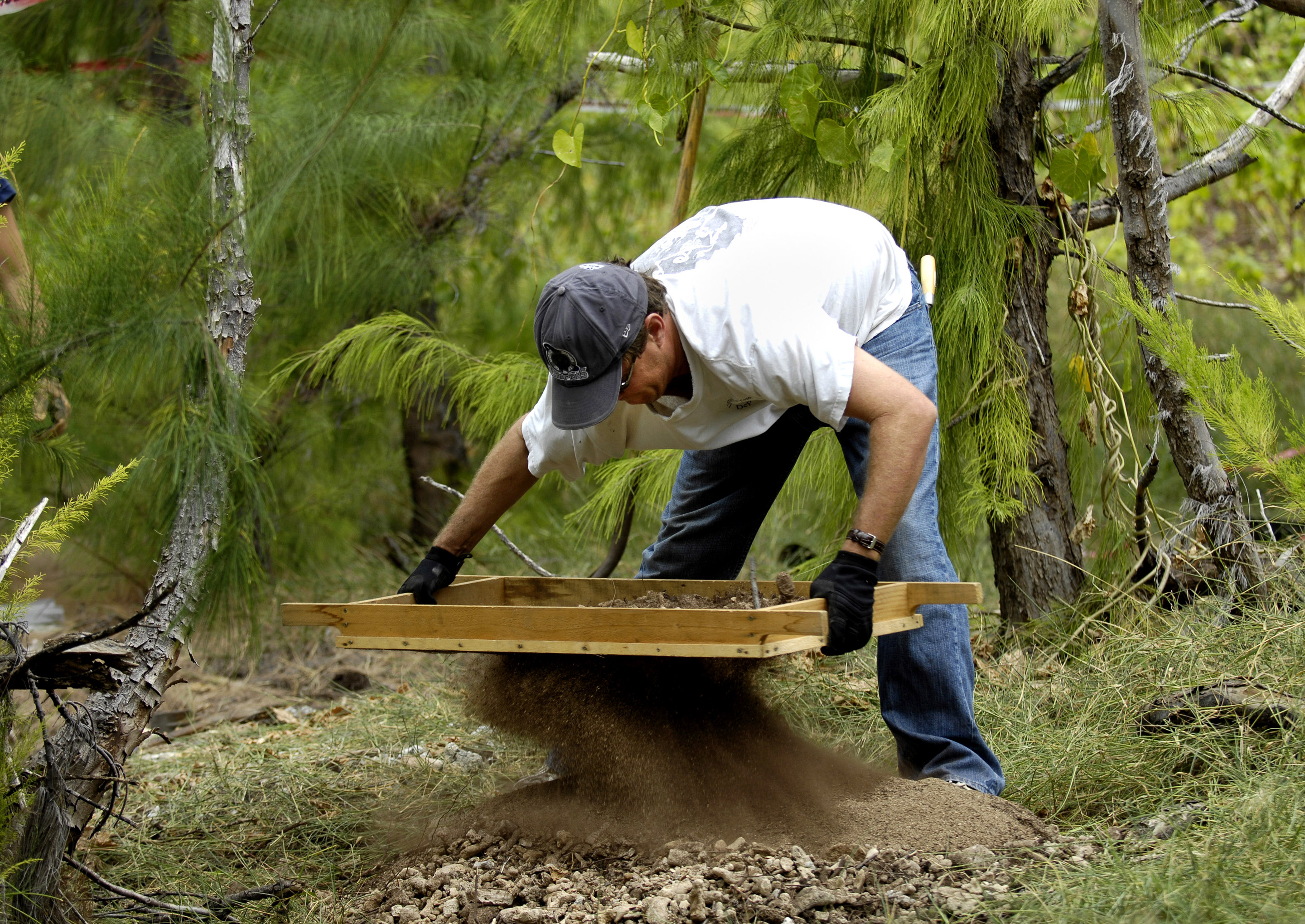
Criba de tierra.

La arqueología es una ciencia que permite registrar a partir de sus evidencias materiales la evolución de la actividad humana, es decir, en creación, en tecnología y ciencia.
Para poder excavar hay que tener el permiso de la autoridad correspondiente. Existe un registro arqueológico de las excavaciones y las autoridades son las que exigen una serie de condiciones para la excavación de los yacimientos: el lugar donde se han de guardar los restos, el director de la excavación, las fechas, el derecho a inspecciones, la elaboración de un libro diario donde se recoja todo lo relacionado con la excavación.
Una vez finalizada la excavación se ha de elaborar un inventario de materiales para el ingreso en el museo y una memoria preliminar para la autoridad correspondiente analizando los resultados de la excavación.

### Trabajo de laboratorio

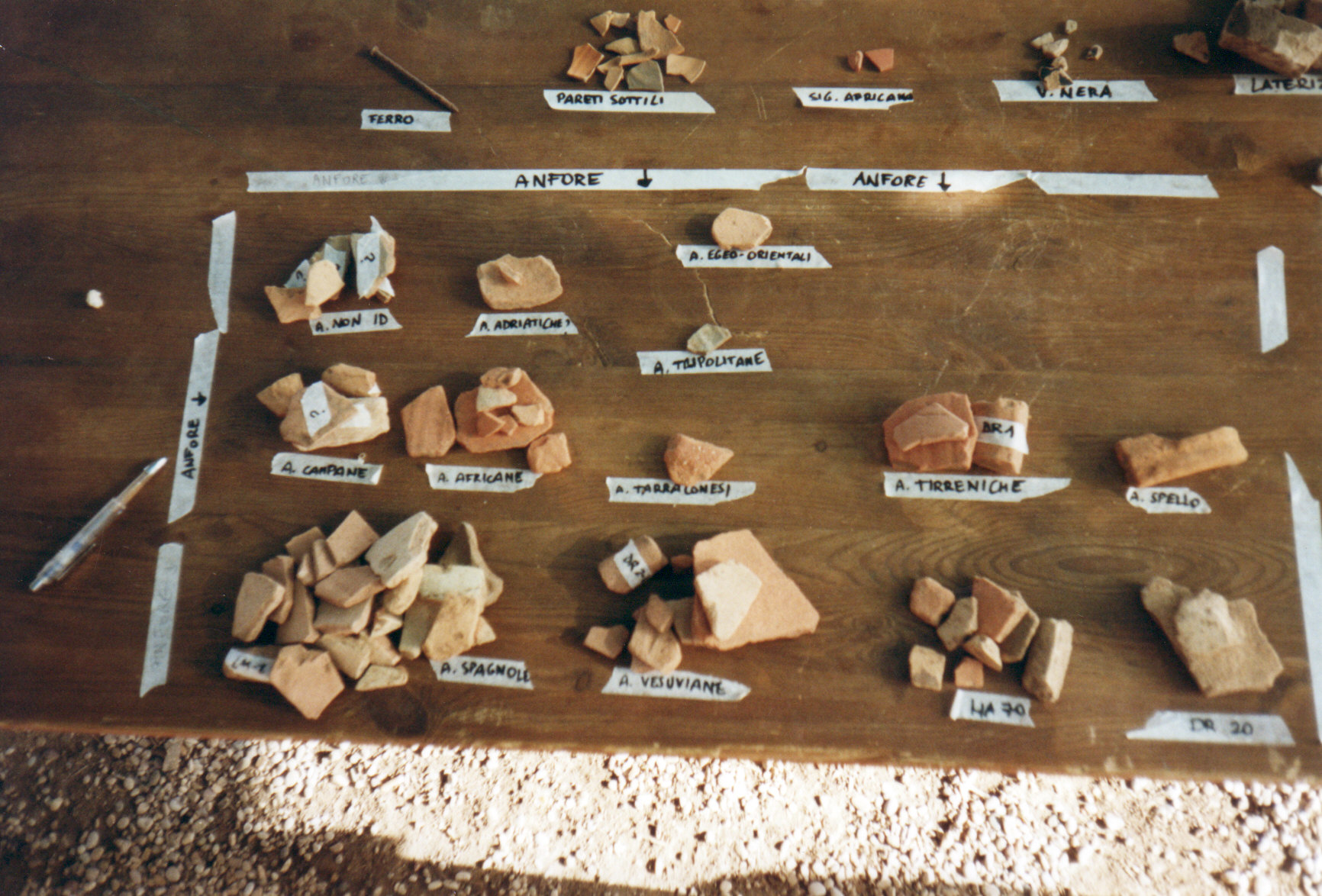
Tipología de terracota.

Con los datos obtenidos en la excavación, se deben analizar los restos obtenidos exhaustivamente. Para ello se realizan las tareas de procesado en el laboratorio.
En primer lugar, los restos se lavan y consolidan (en caso de ser necesario) evitando deteriorar los materiales. Hay que tener cuidado al lavar la cerámica pintada, para no deteriorar su pigmentación. Los huesos son higroscópicos, por lo que no es bueno lavarlos con agua, sino con un pincel o una esponja en seco. Es conveniente lavar en seco y cuidadosamente los estucos, yesos y otros materiales frágiles.
Después se llevan a cabo las labores de siglado y registro, en donde cada pieza se sigla para poder identificarla en caso de confusión. Se sigla identificando el yacimiento y un número con la pieza exacta que se indica en el registro. Hecho esto, se ha de identificar la cerámica mediante tablas tipológicas.
Cuando está hecho todo lo anterior, se ha de dibujar el material representativo para la publicación. Además, hay que analizar mediante otras técnicas (métodos de datación, medios químicos...).

## Métodos de datación absoluta

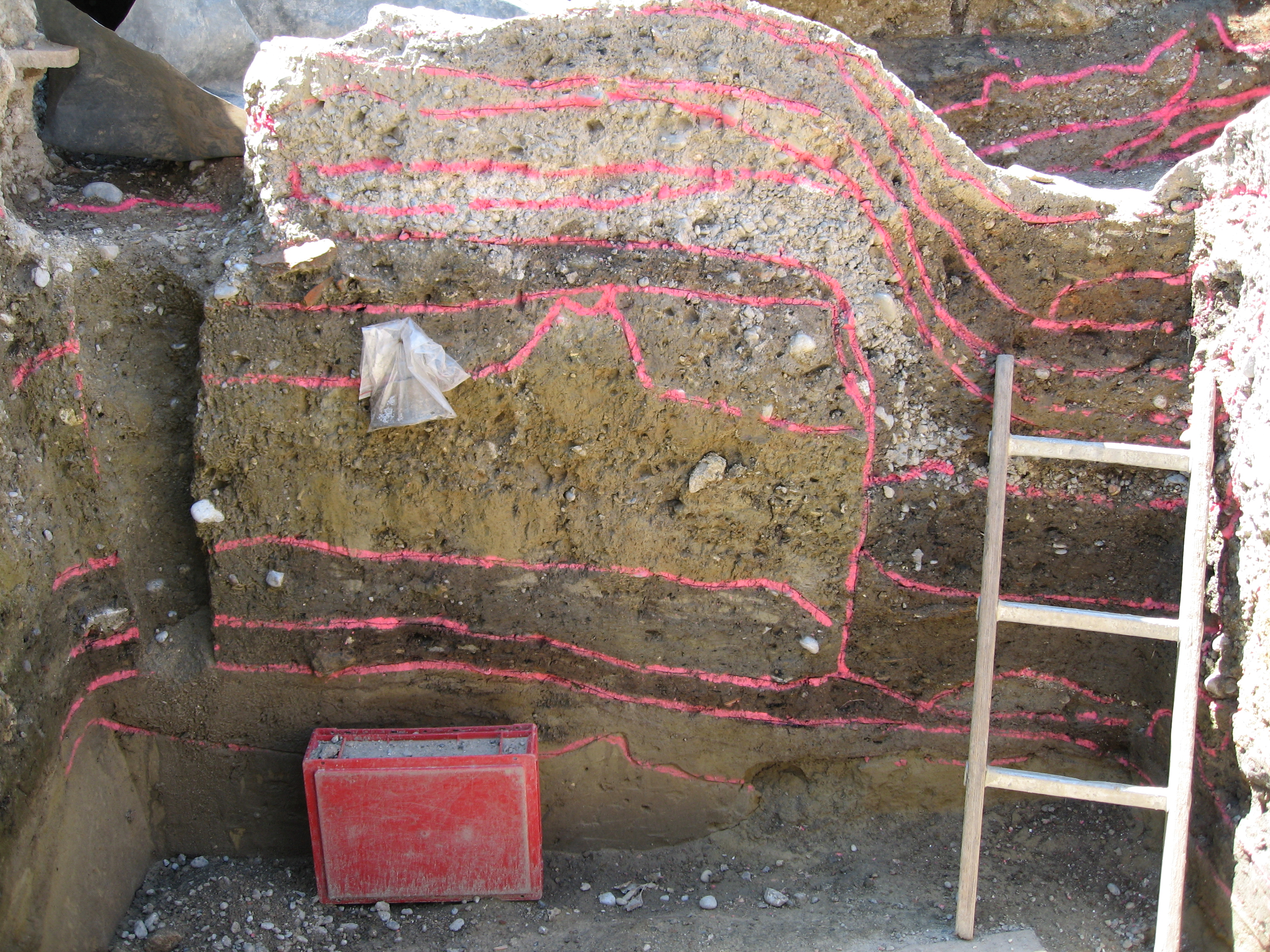
Corte estratigráfico en un yacimiento.

### Dendrocronología

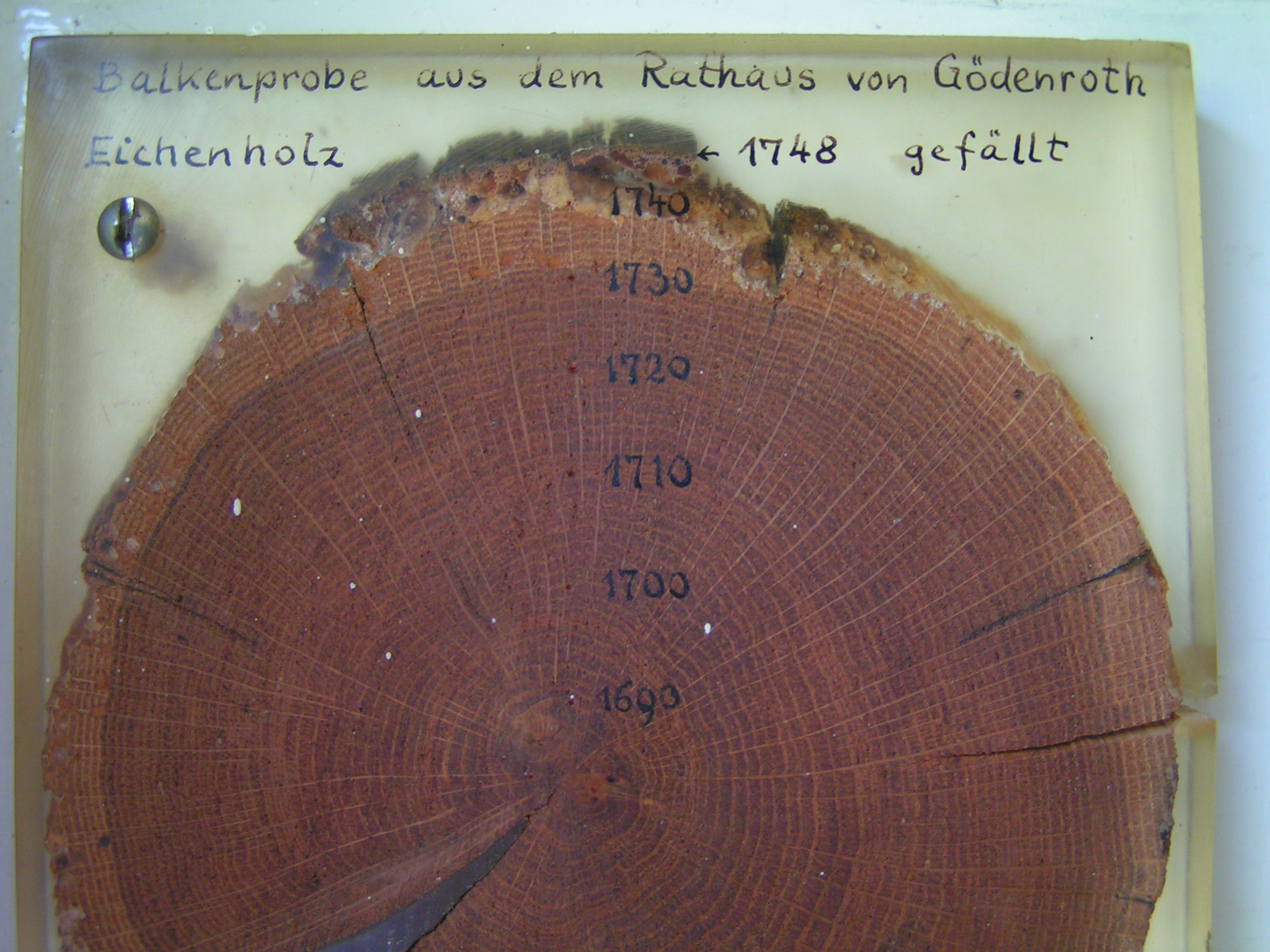
Sección de un tronco de árbol mostrando el fechado de sus anillos de crecimiento.

La dendrocronología (dendro: árbol; cronos: tiempo) es fundamental actualmente y necesaria para correlacionar los resultados del C-14. Se basa en los anillos de crecimiento de los árboles. Su conocimiento se remonta al Renacimiento ya que Leonardo da Vinci hizo un estudio sobre ellos. Sin embargo, fue en el siglo XVIII cuando naturalistas como Duhamel y Buffon empezaron a realizar estudios sobre ello con árboles que habían sido cortados simultáneamente. Así, reconocieron que anualmente el árbol generaba un anillo más. Cuando llegaron al anillo 28 (contando desde fuera) observaron que en todas las especies este tenía un grosor más pequeño que denotaba un escaso crecimiento del árbol. Cada anillo tiene una parte más clara y otra más oscura debido a las diferencias en el ritmo de crecimiento según las estaciones. El anillo 28 corresponde al año 1709 en el que hubo unas heladas históricas. Fueron los primeros que relacionaron las características climáticas con la forma de los anillos. A principios del siglo XX, el astrónomo estadounidense Douglass estudió si la radiación procedente de las manchas solares quedaban reflejadas en el crecimiento de los árboles. Para ello observó la evolución de los anillos intentando llegar lo más lejos posible. Así, utilizó especies de larga duración como las secuoyas o los pinos amarillos. Tras esto, se consiguió realizar secuencias de la morfología de los anillos de zonas geográficas concretas. Hoy en día en la mayor parte de Europa se tiene una secuencia maestra que se remonta a 3000 años e incluso en ciertos lugares hasta los 5000. Para la arqueología europea el material básico de construcción es la madera debido a su riqueza forestal por lo que se posee gran cantidad de material para estos estudios. Es el método más seguro que existe.
Hay que tener cuidado con el factor "madera antigua" en donde se datan objetos hechos con partes interiores de un árbol (podría decirse que el corazón del árbol) pudiendo dar fechas alteradas de varios cientos de años.

### Carbono 14
El profesor Libby, que trabajaba en el Instituto de Estudios Nucleares de Chicago, desarrolló el método adecuadamente entre 1946-1949. El método alcanzó una popularidad inmediata y Libby obtuvo el premio Nobel en 1960. Este rápido reconocimiento se debe a dos grandes ventajas: el uso de muestras provenientes de cualquier lugar del mundo sin necesidad de un estudio previo, y que alcanza una cronología bastante amplia que llega hasta el 50.000 BP. Actúa sobre la materia orgánica. Los átomos de C14 están presentes en la atmósfera y se forman en la estratosfera a partir de la interacción de la radiación solar y el N. El C14 es absorbido por los seres vivos mediante la fotosíntesis de las plantas a través de la cadena alimenticia. No todos los seres vivos poseen la misma proporción de C14.
Mientras un organismo está vivo conserva la misma proporción de C14 en el organismo; cuando muere disminuye de forma constante. El ritmo de pérdida se conoce como la vida media del C14 y es conocido. Libby calculó una vida media de 5568 años, pero actualmente se ha corregido en 5730. Esta cifra se refiere al tiempo que tarda un organismo en disminuir la proporción de C14 a la mitad. Así, al cabo de otros 5730 años se habrá reducido a la mitad del 50 % que quedaba. Los laboratorios miden la cantidad de C14 que tiene la muestra. La diferencia entre esta cifra y la que debería tener se traduce en años. El trabajo de laboratorio es muy complejo ya que hay que limpiar el elemento con gran cuidado para no contaminar el exterior. Son necesarios unos gramos de materia prima para obtener la datación. Hoy día existe una opción, el C14AMS, que trabaja con cantidades muy pequeñas pero es más caro y laborioso. No todos los materiales suponen la misma facilidad de datación ya que las conchas son muy complicadas por su alto porcentaje de minerales. Por el contrario, los huesos se fechan muy bien aunque lo más fácil es la madera. Gracias a este método se puede datar el polen.

### Potasio-argón
El método del potasio-argón es otro método de datación radiométrica, que permite datar rocas de origen volcánico asociadas a algunos de los restos fósiles y arqueológicos más antiguos del origen de la humanidad. En el momento de solidificación de una roca ígnea, el 40K que contiene comienza a desintegrarse, a un ritmo conocido, en 40Ar. La vida media del 40K es de 1,25 Ma y la edad de la roca viene dada por la proporción 40K/40Ar que presenta actualmente. Este método, junto al similar del argón-argón (basado la proporción 40Ar/39Ar) ha dado muy buenos resultados en los yacimientos de origen sedimentario africanos, donde es frecuente la intercalación de rocas procedentes de episodios volcánicos, como por ejemplo en la secuencia estratigráfica de la Garganta de Olduvai. Otro ejemplo es el del yacimiento de Laetoli, donde una erupción volcánica dejó una capa de cenizas, fechada por K/Ar en 3,7 Ma, sobre la que imprimieron sus huellas algunos animales y varios ejemplares de Australopithecus afarensis.

### Termoluminiscencia
La termoluminiscencia se usa para cerámicas, pero en ocasiones se ha usado para elementos de sílex. El sistema consiste en que las partículas de arcilla van absorbiendo materiales radiactivos del suelo (uranio, potasio). Cuando esa arcilla es sometida a altas temperaturas la carga radioactiva queda a 0. A partir de ese momento vuelve a empezar a cargarse. Se traslada al laboratorio el resto y en condiciones controladas se vuelve a someter al calor y unas máquinas miden la cantidad de carga que se desprende y que había acumulado la arcilla. Cuanto mayor sea la carga radioactiva, mayor será su antigüedad. El sistema se completa analizado la carga de ese estrato para ver si el estrato ha fomentado la carga, ya que el ritmo de carga puede depender del estrato. Tras el proceso, el material queda completamente destruido.

### Paleomagnetismo
Se basa en el hecho de que la polaridad magnética de la Tierra no es estática: los polos Norte y Sur magnéticos se invierten cada cierto tiempo por causas aún poco conocidas. No se presentan pautas o ciclos periódicos. Estos cambios de polaridad quedan reflejados en las rocas de origen ígneo y en algunos estratos sedimentarios, en los que las partículas minerales magnéticas quedan orientadas según la posición de los polos magnéticos en el momento de su formación, a modo de "brújulas fosilizadas". El último gran cambio de polaridad (de sur a norte) se dio hace 780 milenios (Inversión magnética de Brunhes-Matuyama). El paleomagnetismo fue muy importante en la excavación de Atapuerca: en el sector de Gran Dolina, los estratos en los que se estaban sacando restos humanos de Homo antecessor (TD 6), se formaron en una época de polaridad inversa, por lo que son más antiguos de 780.000 años.

### Racemización de aminoácidos
La racemización de aminoácidos es un método de datación química que consiste en la conversión de un compuesto L-aminoácido a un D-aminoácido o viceversa y permite datar muestras orgánicas hasta el Paleolítico Medio.

## Subdisciplinas arqueológicas
La arqueología en el gran desarrollo teórico y metodológico de las últimas décadas, ha dado lugar a numerosas subdisciplinas de marcado carácter temático-conceptual:

### Arqueología de Campos de Batalla
Recibe diversas denominaciones, tales como arqueología del conflicto, arqueología de los campos de batalla o arqueología de la guerra. Su objetivo es el estudio de los procesos bélicos a partir de los restos recuperados en los escenarios donde estos se desarrollaron; siendo la prospección arqueológica determinante para conocer aspectos de los hechos que sucedieron sobre el terreno.[cita requerida]

### Arqueología histórica

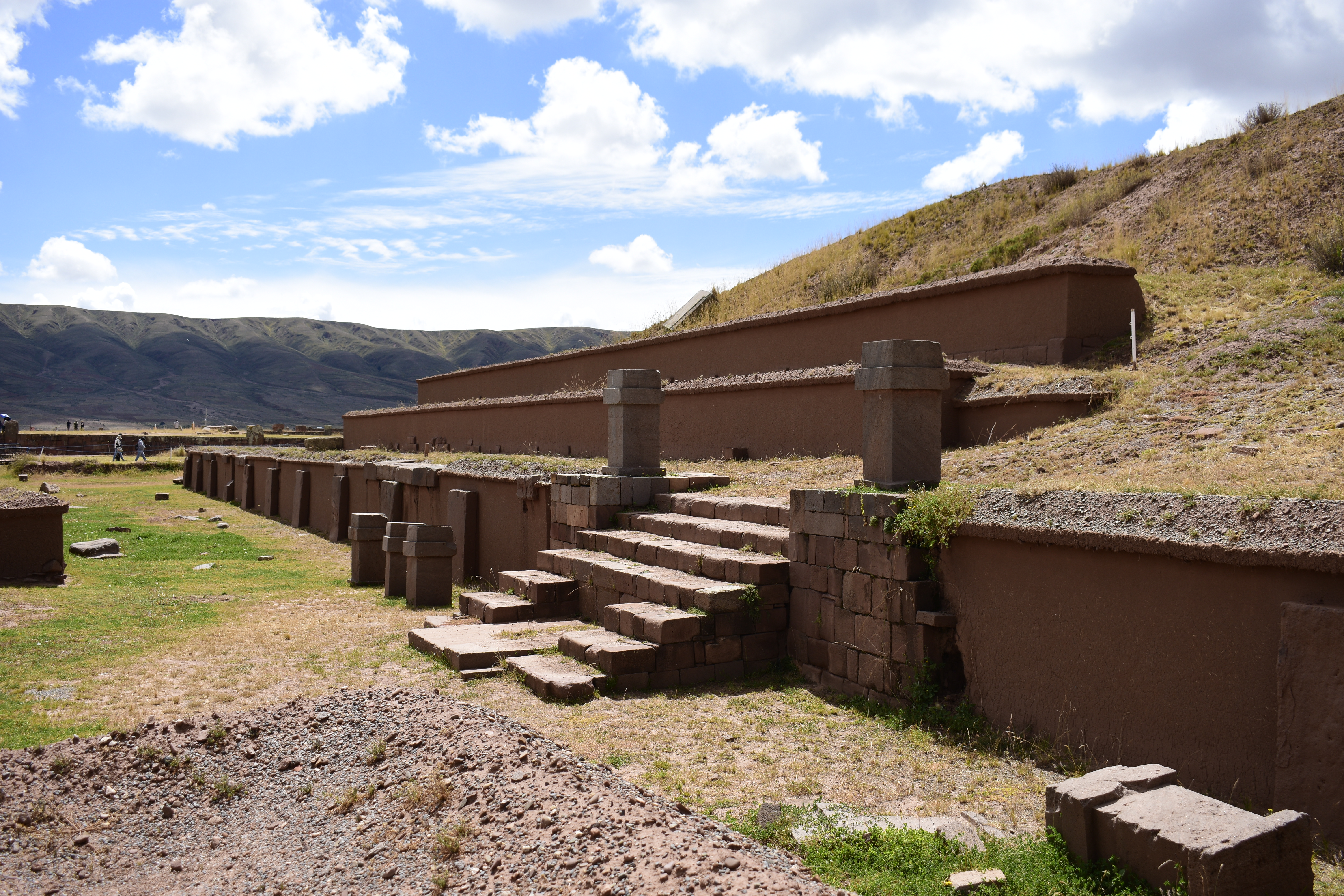
Arqueología impresionante de las culturas y etnias primitivas.

La arqueología histórica es la arqueología que estudia culturas con algunas formas de escrituras. En Inglaterra los arqueólogos descubrieron planos de pueblos medievales del siglo XIV, abandonados después de que se produjeran crisis, como es el caso de la peste negra.
La arqueología, de la misma manera que se dedica al estudio de la antropología (arqueología antropológica), también se dedica al estudio de la historia (arqueología histórica). La arqueología histórica es la crónica de la humanidad desde los comienzos hasta hace unos tres millones de años, aunque las fuentes históricas comienzan más temprano, con el nacimiento del documento escrito en Asia Occidental en el 3000 a. C., aunque en otros lugares, Australia por ejemplo, existió en 1788 d. C. d. C.. En ese sentido, la arqueología comprende los periodos y lugares donde existen dichos documentos e inscripciones.

#### Sitios arqueológicos notables
- Monumento nacional Cementerio Africano
- Annapolis
- Brunswick Town Historic District
- Jamestown
- Monticello
- Mount Vernon
- Plimoth Plantation
- St. Mary's City
- Sully Historic Site
- Colonial Williamsburg
- Fort Raleigh National Historic Site
- Moundville Archaeological Site
- Prather Site
- San Esteban
- Tule Springs Archaeological Site
- Kreilich Archaeological Site
- West Point Foundry

#### Arqueólogos históricos notables
- J. C. Harrington
- John L. Cotter
- Ivor Noël Hume
- James Deetz
- Stanley South
- Judy Birmingham

### Etnoarqueología
La etnoarqueología se trata del estudio de una comunidad humana viva a partir de la cultura material (aproximación arqueológica). En sus inicios se postuló como un modo de entender el registro arqueológico con analogías de referentes culturales actuales. En las corrientes posmodernas se concibe como una buena forma de obtener referentes inspiradores para elaborar las interpretaciones arqueológicas y construir narrativas enriquecedoras.
Otra definición expresa que es «una sub-disciplina de la arqueología y la antropología social que obtiene información sistemática acerca de la dimensión material de la conducta humana. Es una generadora de referentes analógicos para la interpretación arqueológica y una fuente de producción y contrastación de hipótesis y modelos acerca de cómo funcionan las sociedades».

### Arqueología cognitiva
La arqueología cognitiva es la rama de origen reciente que responde a la necesidad de estudiar las formas de pensamiento y las estructuras simbólicas del pasado a partir de los restos materiales hallados.
Se formó principalmente para conocer las sociedades prehistóricas debido a la falta de fuentes escritas que aportaran información de estas; este nuevo enfoque "imaginativo" mezclado con métodos científicos de vanguardia fue uno de los instigadores de la
Nueva Arqueología.

### Arqueología contextual
Se preocupa por el contexto de un artefacto y de las asociaciones que hay entre varios objetos. También tienen en cuenta la cantidad de objetos idénticos que hay en un yacimiento y el lugar donde se encuentra. Por lo tanto, permite averiguar la función de un artefacto y la información sobre cómo influía en la sociedad.

### Arqueología darwinista
Afirma que los procesos que llevan a la estabilidad y al cambio cultural son similares a los de la evolución biológica. La evolución cultural es el conjunto de modificaciones en la distribución de los atributos de las sociedades. También defiende que la cultura humana es consecuencia de un aprendizaje social a través del contacto con otros seres humanos.[cita requerida]

### Arqueología de género
Es el estudio del rol, acciones e ideologías que hay entre hombres y mujeres. Busca las diferencias entre el papel social de cada uno de ellos en distintas culturas. Se fija en las desigualdades biológicas y en las construcciones sociales que se transmiten a los humanos desde la infancia.

### Arqueología experimental
La arqueología experimental representa la aplicación del método experimental para desarrollar procesos que han sido creados por la arqueología.

### Arqueología holística
La arqueología holística engloba todos los aspectos de las sociedades humanas (ecología, economía, política, arte, ideología...) y los relaciona entre ellos. Sus principales fuentes provienen de otros tipos distintos de la misma disciplina: etnografía, etnohistoria y arqueología contextual.

### Arqueología del paisaje
La arqueología del paisaje o arqueología espacial es un método por el cual se intenta conocer como era el medio en la Antigüedad. Se hacen pequeños sondeos aleatorios de 2 x 2 en el ámbito circundante que se quiere estudiar y gracias a ello se saca información de la diversidad del medio y de las diferentes actividades que se practicaron en cada parte del medio.

### Arqueología de la arquitectura
La arqueología de la arquitectura, también conocida como arqueología mural, arqueología arquitectónica o arquitectura arqueológica, es una rama de la arqueología que se dedica al estudio de los materiales arquitectónicos.

### Arqueometría
La arqueometría es la incorporación de técnicas físico-químicas aplicadas al estudio arqueológico. Esta permite nuevas perspectivas a la investigación arqueológica. Dentro de estos estudios, resalta la caracterización de materiales, el estudio sobre composición y manipulación de elementos metalúrgicos, el análisis de contenido de recipientes arqueológicos, etc.
Los estudios arqueométricos tienen como antecedente el análisis de la composición de los materiales arqueológicos encontrados como son los metales, los cristales, la Cerámica, los objetos, las rocas, entre otros, que datan del siglo XVIII, estos estudios se desarrollaron en tres etapas básicamente: en la primera etapa se realizaron estudios de Rayos X y la fotografía área;  la segunda etapa se identificó por el desarrollo de las principales técnicas de medición como la emisión óptica, el radiocarbono, la termoluminiscencia, la fluorescencia y la tercera etapa se caracterizó por el avance de las técnicas multielementales como la espectrometría de masas y la teledetección espacial.

### Tafonomía arqueológica
La tafonomía es el estudio de la formación de yacimientos.

### Estudios osteológicos

#### Zooarqueología
La zooarqueología es el estudio de los restos antiguos de animales. Con esta disciplina científica se pueden identificar las especies existentes en un yacimiento arqueológico, pudiendo dar un patrón alimenticio de la ocupación.
La zooarqueología ha pasado por varias etapas hasta llegar a la situación actual donde existe diversidad en la productividad y un refinamiento en las diversas técnicas para inferir la Información sobre el pasado y la Historia de los animales. Durante los años setenta los trabajos se centraron hacia el reconocimiento de patrones de búsqueda en situaciones de registro zooarqueológico, culminando con la llegada del modelo epistemológico. En la década de los noventa se inicia con la publicación de artículos, síntesis y diversos volúmenes dedicados a esta ciencia y en menor medida a la Tafonomía, se observó un notable aumento en la difusión y en la importancia de esta disciplina.

#### Antropología física (bioarqueología)
La antropología física en su aplicación a la arqueología es un análisis de los restos óseos humanos, en aspectos biológicos del ser humano y de su relación con los aspectos históricos y culturales.  En EE. UU. esta disciplina se denomina, desde 1976 bioarqueología. Su objetivo general es el estudio de la variación biológica humana en poblaciones modernas. Sin embargo, el estudio de la evolución de los mecanismos culturales y fisiológicos para amortiguar el estrés ambiental es fundamental para comprender nuestro éxito como especie, lo que nos permitió colonizar una amplia gama de nichos.

### Arqueología pública
Si la arqueología intenta crear un nuevo conocimiento desde el estudio de la cultura material de sociedades pasadas, la arqueología pública trata de estudiar todas las relaciones entre esa Arqueología y la sociedad actual para así mejorar su entendimiento general y la coexistencia entre ambas.

### Arqueología genética y molecular
La arqueogenética es un término acuñado por el arqueólogo británico Colin Renfrew, que se refiere a la aplicación de las técnicas de la genética de poblaciones para el estudio del pasado humano.

## Tipos de trabajo arqueológico
Así como a otras de perfil metodológico-contextual:
- Arqueología aérea
- Arqueología subacuática

## Categorías cronoarqueológicas
Asimismo existen delimitaciones cronoespaciales a nivel mundial, que delimitan una serie de grandes áreas culturales, cuyos estudios se configuran usualmente como subdisciplinas con cierta autonomía dentro de la ciencia arqueológica. Las más destacables serían:

### Arqueología americana

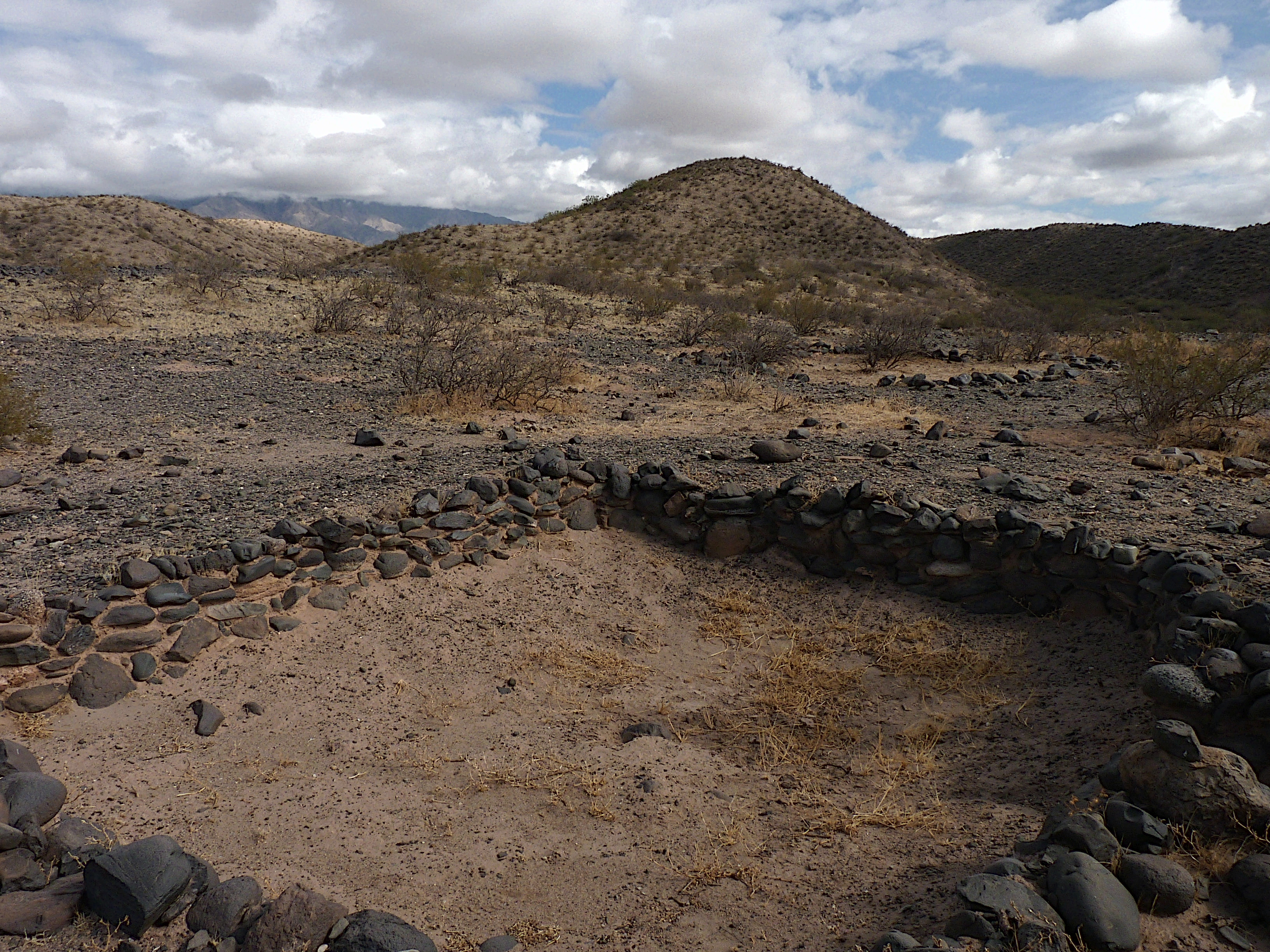
Sitio arqueológico Cerro Palo blanco. Provincia de Catamarca. Argentina

- Arqueología andina (véase también Arqueología del Perú)
- Arqueología argentina.
- Arqueología comparativa = Área Intermedia; Norte, Centro y Sur América
- Arqueología de sociedades complejas = Área Intermedia; Norte, Centro y Sur América
- Arqueología mesoamericana

### Arqueología de Egipto y de Próximo Oriente

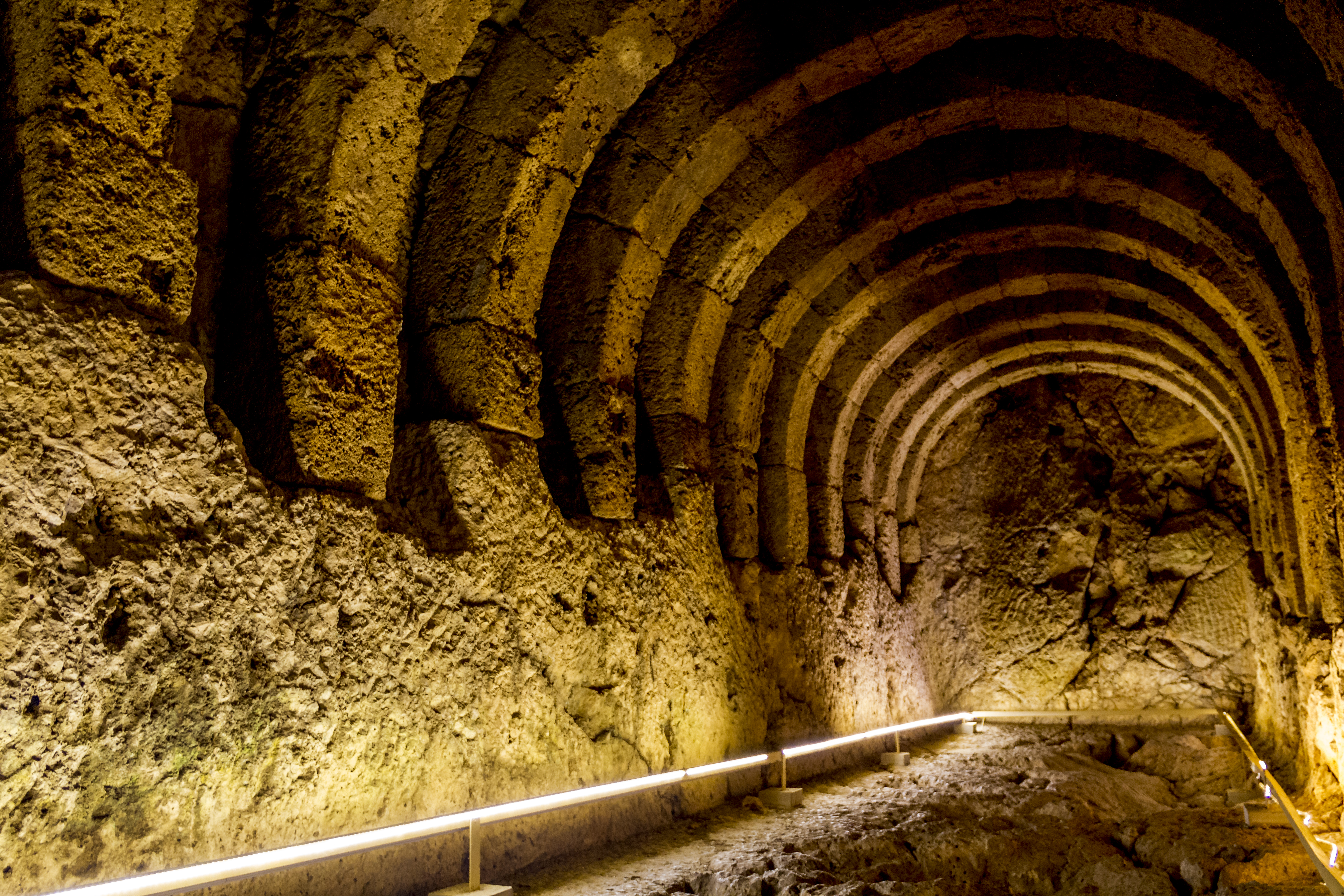
Sitio arqueológico Necromanteion de Acheron, ubicado en Mesopotamos, Grecia.

- Arqueología egipcia (división que conforma junto a otros campos de estudio la Egiptología)
- Arqueología Acadia
- Arqueología Babilónica
- Arqueología bíblica
- Arqueología de Israel
- Arqueología fenicio-púnica
- Arqueología Hitita
- Asiriología
- Sumeriología

### Arqueología europea
- Arqueología clásica
- Arqueología europea
- Arqueología medieval
- Arqueología postmedieval
- Arqueología prehistórica
- Arqueología protohistórica

### Arqueología mundial
- Arqueología del conflicto
- Arqueología del pasado contemporáneo
- Arqueología industrial

## Revistas científicas de arqueología
- American Antiquity
- American Journal of Archaeology
- Anales de Antropología
- Antiguo Oriente (revista)
- Anuario de Arqueología
- Anuario de Prehistoria Madrileña
- Archaeology
- Arqueología Mexicana
- Arquivos do Museu Nacional
- Atek Na
- Boletín Auriense
- Boletín de Lima
- Bryn Mawr Classical Review
- Bulletin de correspondance hellénique
- Bulletin de l'Institut Français d'Études Andines
- Damqatum
- Dialektikê. Cahiers de typologie analytique (revista)
- Hesperia (revista)
- Intersecciones en Antropología
- La Zaranda de Ideas
- L'Année épigraphique
- Madrider Mitteilungen
- Mainake (revista)
- Museo Español de Antigüedades
- Ñawpa Pacha
- Pyrenae
- Relaciones de la Sociedad Argentina de Antropología
- Revista Bíblica
- Revista del Instituto de Historia Antigua Oriental
- Revista del Museo de La Plata
- Revue d'Égyptologie
- Starinar
- Studia Troica
- Trabajos de Arqueología Navarra

## Cultura popular
La mezcla del peligro y la labor detectivesca han convertido a la arqueología en un vehículo para escritores de ficción y cineastas, desde Agatha Christie con Asesinato en Mesopotamia hasta Steven Spielberg con Indiana Jones, incluso en videojuegos como Lara Croft. Aunque estas imágenes se alejen de la realidad, captan la verdad esencial de que la arqueología es una búsqueda de conocimiento entre el presente y el pasado.